# Scopula incanata
Scopula incanata là một loài bướm đêm trong họ Geometridae.

## Hình ảnh

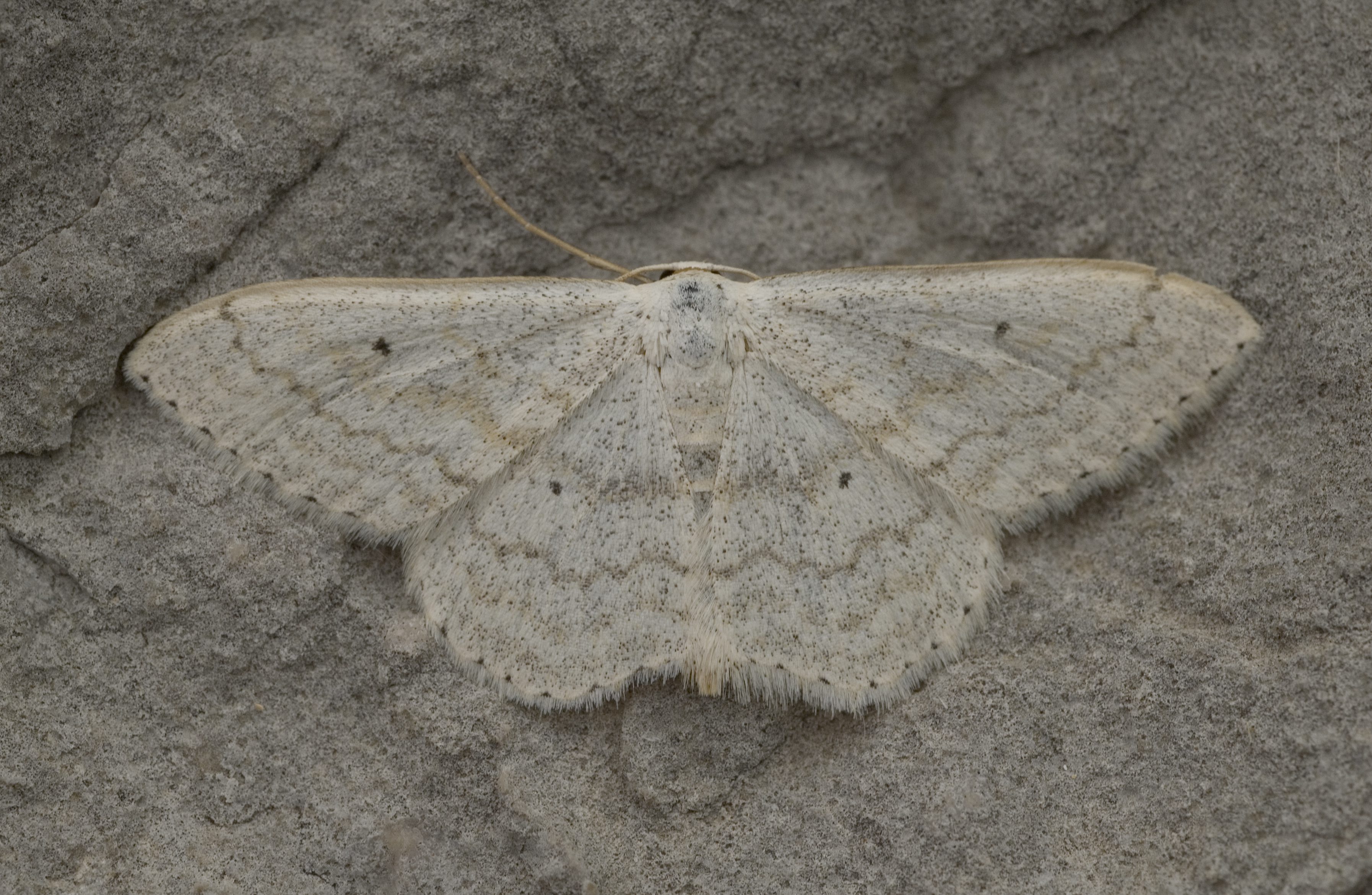
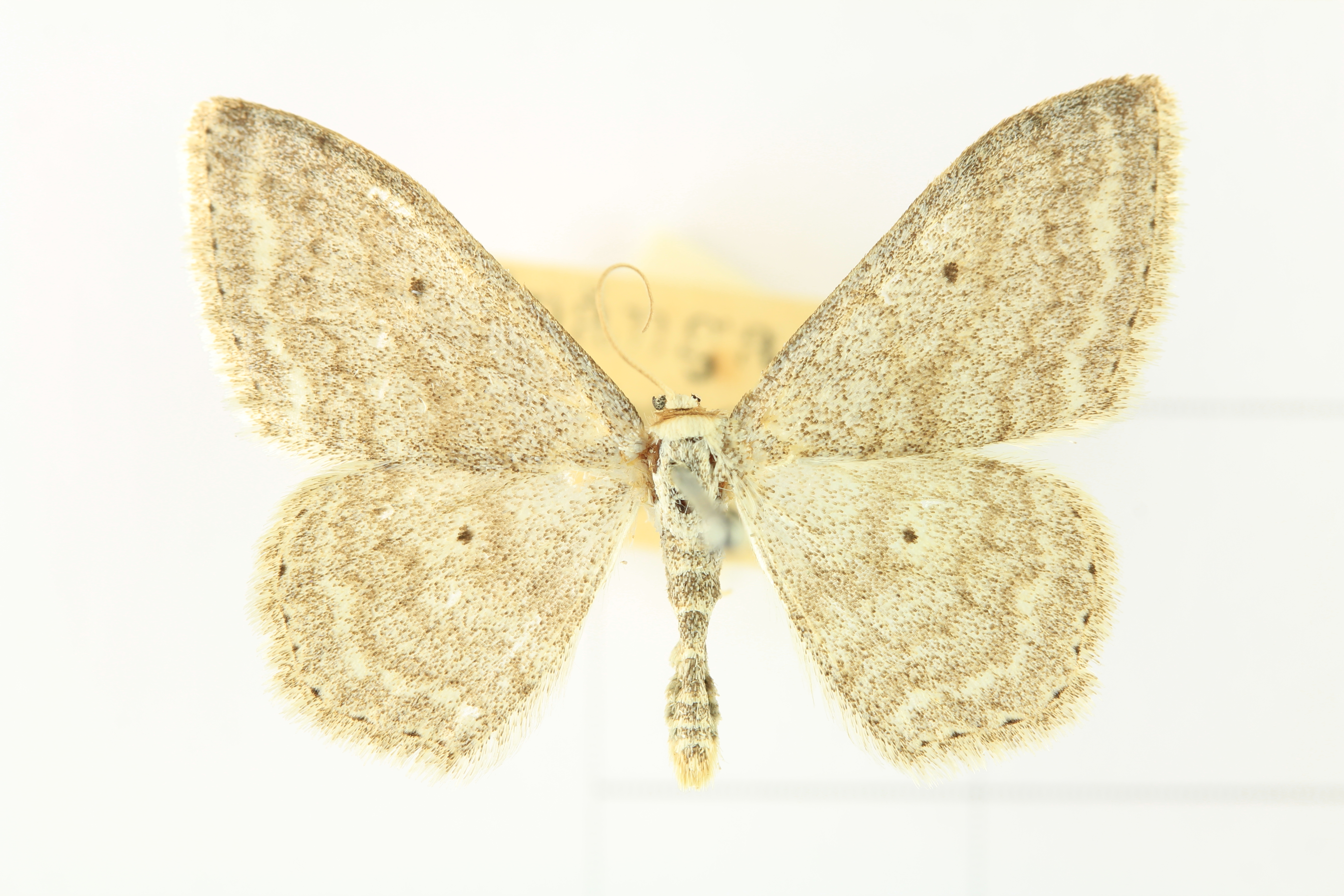